# أدريانو فاشيني
أدريانو فاشيني (بالبرتغالية: Adriano Facchini‏) (من مواليد 12 مارس 1983) لاعب كرة قدم برازيلي لعب سابقاً لنادي الباطن.

## وصلات خارجية
- أدريانو فاشيني على موقع اتحاد تركيا (لاعب) (الإنجليزية)
- أدريانو فاشيني على موقع قاعدة بيانات كرة القدم.إي يو (الإنجليزية)
- أدريانو فاشيني على موقع Soccerway.com (الإنجليزية)
- أدريانو فاشيني على موقع عالم كرة القدم.نت (الإنجليزية)
- أدريانو فاشيني على موقع AS.com (الإسبانية)